# Udora
Gli Udora sono stati un gruppo musicale rock brasiliano attivo tra il 1997 e il 2011.

## Storia
La band venne costituita nel 1997 a Belo Horizonte con il nome di Diesel dal cantante e chitarrista Gustavo Drummond, dal batterista Jean Dolabella e dal bassista Ian Dolabella, a cui si unì poco tempo dopo il chitarrista Leonardo Marques.
Nel 2000 la band pubblicò l'album indipendente Diesel, che vendette 2000 copie. Subito dopo l'uscita dell'album, Ian Dolabella lasciò la band, venendo sostituito dal bassista Thiago Correa.
Dopo essersi affermati nella scena del rock alternativo brasiliano, in particolare a San Paolo, Rio de Janeiro, Curitiba e Florianópolis, nel 2001 i Diesel vinsero il concorso musicale Escalada do Rock, che permise loro di partecipare al Rock in Rio 3, in cui si esibirono nell'ultimo giorno del festival il 21 gennaio 2001 affiancati da band più affermate, tra cui Deftones, Silverchair e Red Hot Chili Peppers.
Nell'agosto del 2001 la band decise di trasferirsi a Los Angeles nel tentativo di sfondare nel mercato statunitense; inoltre dovette abbandonare il nome Diesel, sostituendolo con quello di Udora, per evitare conflitti con l'azienda di abbigliamento Diesel. Dopo aver suonato diversi spettacoli in piccoli club locali ed aver effettuato un tour musicale nel 2002 come supporto all'ex chitarrista degli Alice in Chains Jerry Cantrell, gli Udora firmarono un contratto con la J Records di Clive Davis e andarono in studio con il produttore Matt Wallace per registrare il loro primo album come Udora, intitolato Liberty Square e pubblicato nel 2005. All'interno dell'album è presente la traccia The Beatiful Game, utilizzata come tema musicale dal canale sportivo ESPN. Ciononostante, a seguito della fusione della J Records con la RCA, gli Udora, non sentendosi più a suo agio, decisero di recidere i legami con l'etichetta.
Nel 2006 Jean Dolabella abbandonò gli Udora per unirsi ai Sepultura, in cui sostituì Igor Cavalera alla batteria. Di conseguenza, Gustavo Drummond decise di ritornare in Brasile ed incidere un nuovo album degli Udora, intitolato Goodbye, Alô e pubblicato nel 2007; a lui si unirono il bassista Daniel Debarry, che sostituì Thiago Correa, e il batterista Paulo Henrique Braga, soprannominato PH. La nuova formazione della band firmò un accordo con la principale etichetta discografica brasiliana Som Livre e promosse l'album Goodbye, Alô in tutto il Brasile; una delle tracce dell'album, Quero te ver bem, venne utilizzata come tema musicale nella soap opera adolescenziale Malhação.
Nel 2008 Leonardo Marques lasciò la band per perseguire altri obiettivi musicali, venendo sostituito dal chitarrista Marcelo Mercedo. Dopo quest'ulteriore cambio di formazione, gli Udora si prepararono a registrare il loro quarto album, Belle Époque, che si discostò nettamente dallo stile musicale degli esordi con il nome di Diesel e che risultò fortemente influenzato dalla musica pop. L'album impiegò circa due anni e mezzo per essere prodotto e registrato, venendo infine pubblicato nel 2011, anno in cui la band cessò la propria attività.
Nel 2013 Gustavo Drummond si laureò in giurisprudenza presso la Faculdade Milton Campos. Nel 2016 tornò momentaneamente sulla scena musicale come frontman della band Oceania.

## Formazione

### Componenti
- Gustavo Drummond - voce e chitarra
- Daniel Debarry - basso
- Marcelo Mercedo - chitarra
- PH - batteria

### Ex componenti
- Ian Dolabella - basso
- Jean Dolabella - batteria
- Leonardo Marques - chitarra
- Thiago Correa - basso

## Discografia
- 2000 - Diesel (come Diesel)
- 2005 - Liberty Square
- 2007 - Goodbye, Alô
- 2011 - Belle Époque